# Agnello Particiaco

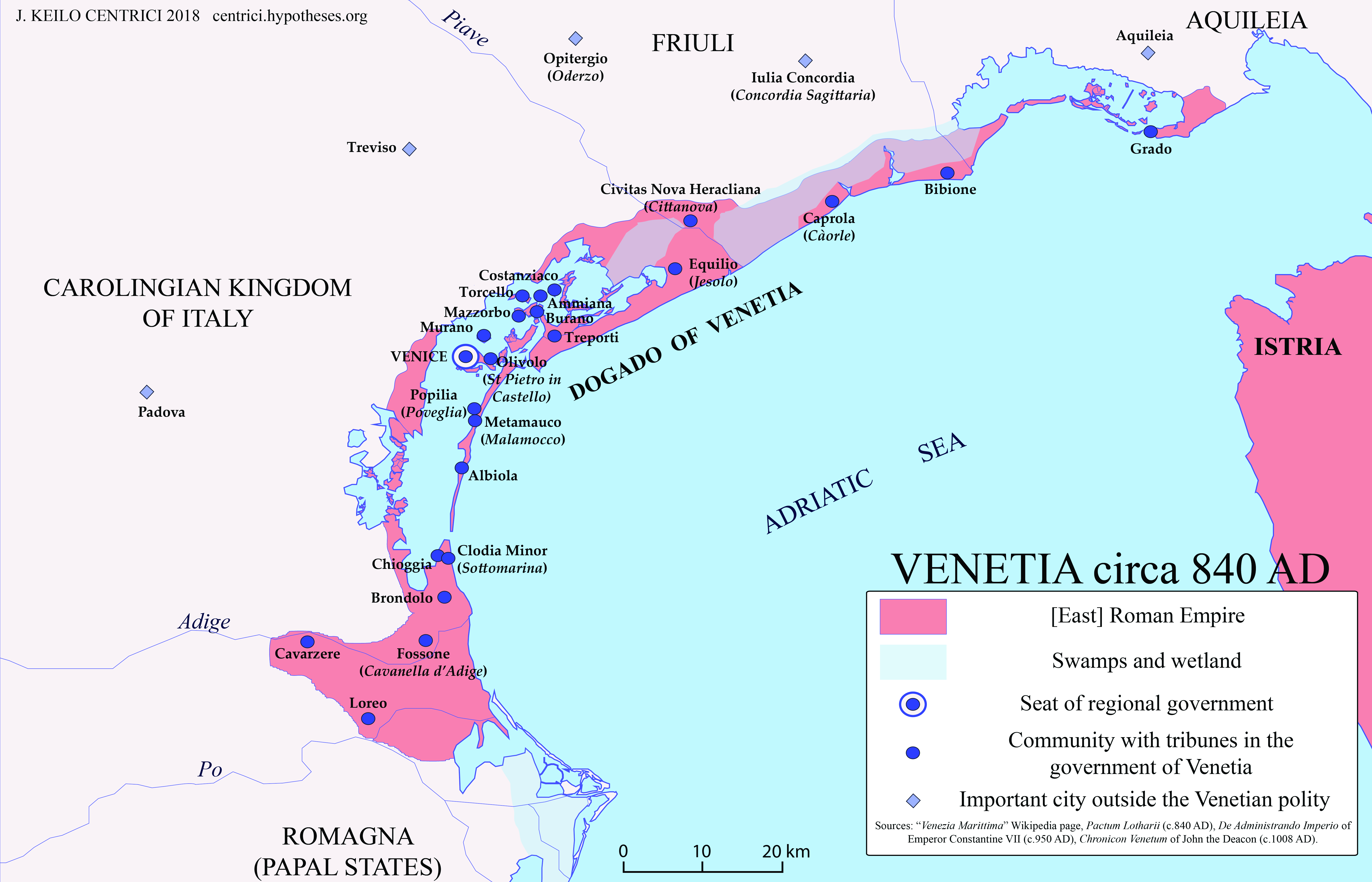
Einflussbereich des Byzantinischen Reiches und Venedigs um 840

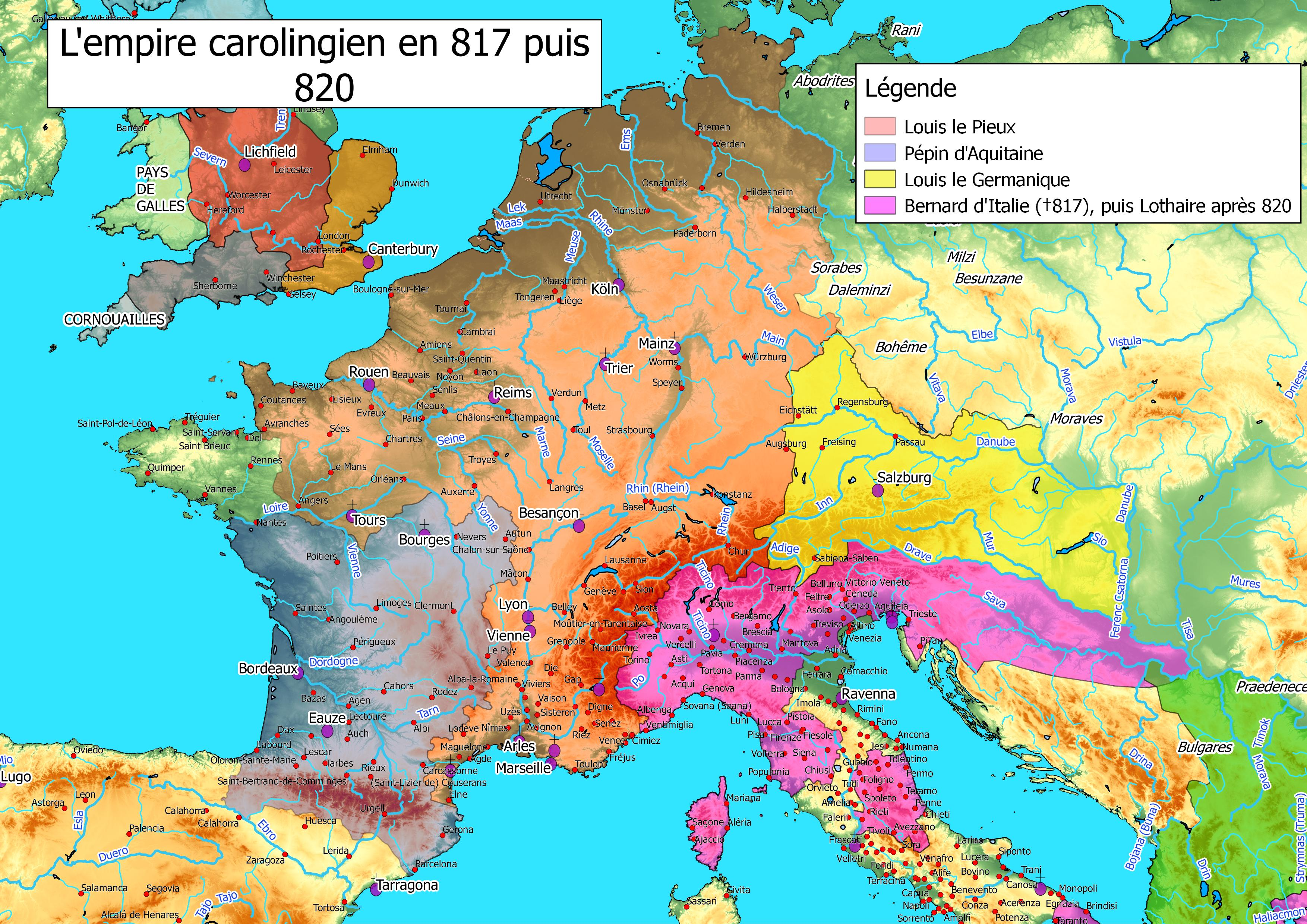
Die Teile des Frankenreichs um 817/820

Agnello Particiaco, in jüngeren Quellen Angelo Partecipazio, auch Participazio genannt (* 2. Hälfte des 8. Jahrhunderts wohl in Heracleia; † 827), war nach der venezianischen Tradition, wie die dortige staatlich gesteuerte Geschichtsschreibung genannt wird, der 10. Doge von Venedig. Er war demzufolge von 810 bis 827 im Amt. 
Mit seiner Regierung verstärkte sich der konfliktreiche Prozess der Loslösung Venedigs vom Byzantinischen Reich, das ab 820/821 durch einen mehrjährigen Bürgerkrieg geschwächt wurde. Zeichen einer Neuorientierung war die Prägung venezianischer Münzen mit dem Bildnis Ludwigs des Frommen, des fränkischen Kaisers. Außerdem verlegte Agnellus seinen Amtssitz von Metamaucum (Alt Malamocco) nach Rialto, womit das Machtzentrum von den Sandbänken am Rande der Lagune von Venedig, die sich als militärisch ungünstig erwiesen hatten, dauerhaft in die heutige Kernstadt verlagert wurde. Nach einer anderen Überlieferung war hierfür allerdings der Mitdoge Beatus verantwortlich.
Ähnlich wie die Galbaii, die bereits um 780 bis 803 einen solchen Versuch unternommen hatten, so versuchten auch die Particiaco, allen voran Agnellus und seine Söhne Iustinianus und Iohannes, eine Dynastie zu gründen. Dabei bevorzugte der Doge zunächst seinen jüngeren Sohn Iohannes, eine Entscheidung, gegen die sich der ältere Iustinianus zur Wehr setzte. Daraufhin erhob sein Vater nunmehr ihn zum Mitdogen, wogegen wiederum der jüngere Sohn rebellierte, indem er aus seinem Verbannungsort an den fränkischen Hof floh. Erst nach dem Tod des Agnellus folgte der ältere Sohn auf dem Dogenstuhl, dem wiederum später der jüngere im Amt folgte.

## Name
Der Name Agnello (‚Lamm‘) wird von der modernen Forschung als der ursprüngliche angenommen, während Angelo (‚Engel‘) späterer historiographischer Tradition zu verdanken ist; in den ältesten Quellen erscheint entsprechend der kulturellen Entwicklung die lateinische Form Agnellus. In den zeitlich nächsten Quellen, in denen der Doge genannt wird, also im Privileg für San Servolo von 819, im Testament seines Sohnes Iustinianus (Giustiniano) von 829 und in der Istoria Veneticorum des Johannes Diaconus aus der Zeit um 1000, wird er mit ersterem Namen erwähnt. In einer Fälschung des 12. Jahrhunderts, die dem Jahr 1023 zugeordnet wurde, erscheint erstmals die Namensvariante Angelus.
Ähnliches gilt für den Familiennamen Particiaco, der vor der besagten Chronik gar nicht auftaucht, und der dort auch nur dem Dogen Orso II. (911–932) angehängt wird, gleichfalls latinisiert. Dieser Familienname wurde von der späteren Geschichtsschreibung wiederum der Gesamtfamilie, dem Haus (casata) zugewiesen, rückwirkend also auch Agnello. Erst die Tradition des 19. und 20. Jahrhunderts schuf die Namensvariante Partecipazio. Auch entwickelten sich weitere Namensvarianten, wie Participiato, etwa in der Biographie portative universelle von 1844, die aber bereits wieder den ursprünglichen Namen der bloßen Erfindung des 19. Jahrhunderts voranstellt.

## Familie
Die Particiaco gehörten in der Frühzeit Venedigs zu den tribunizischen Familien. Sie waren reiche Grundbesitzer und zugleich Inhaber hoher politischer oder militärischer Ämter im Osten Venetiens, denen es gelungen war, das Amt eines Tribunen erblich zu machen. Die Particiaco stammten aus Heracleia und besaßen Landgüter, Wälder, Weinberge und Wassermühlen in der ganzen, formal weiterhin zu Byzanz gehörenden Provinz; dazu unterhielten sie ein ausgedehntes Netz von Handelsstützpunkten. Die erste Erwähnung einer entsprechenden Mühle in Venedig stammt aus dem Jahr 819.
Zusammen mit den Candiano und den Orseolo war es die Familie Particiaco, die von 810 bis zur Verfassungsreform von 1172 die meisten Dogen Venedigs stellte. Agnellus war der erste Doge eines sich von Ostrom-Byzanz emanzipierenden Venedig. Ihm folgten seine Söhne Iustinianus (827–829) und Iohannes (829–836), der 836 verhaftet und abgesetzt wurde und sein Leben in einem Kloster beendete. Nach der fast dreißigjährigen Regierung des Petrus Tradonicus (836–864) kehrten die Particiaco auf den Dogenstuhl zurück: von 864 bis 881 Ursus I. und schließlich dessen Sohn Iohannes I. von 881 bis 887. Weitere Dogen waren Ursus II. (911–932) und dessen Sohn Petrus (939–942) aus einem Seitenzweig der Familie, den Badoer, wie die Geschichtsschreibung Venedigs behauptet.

## Dogenamt

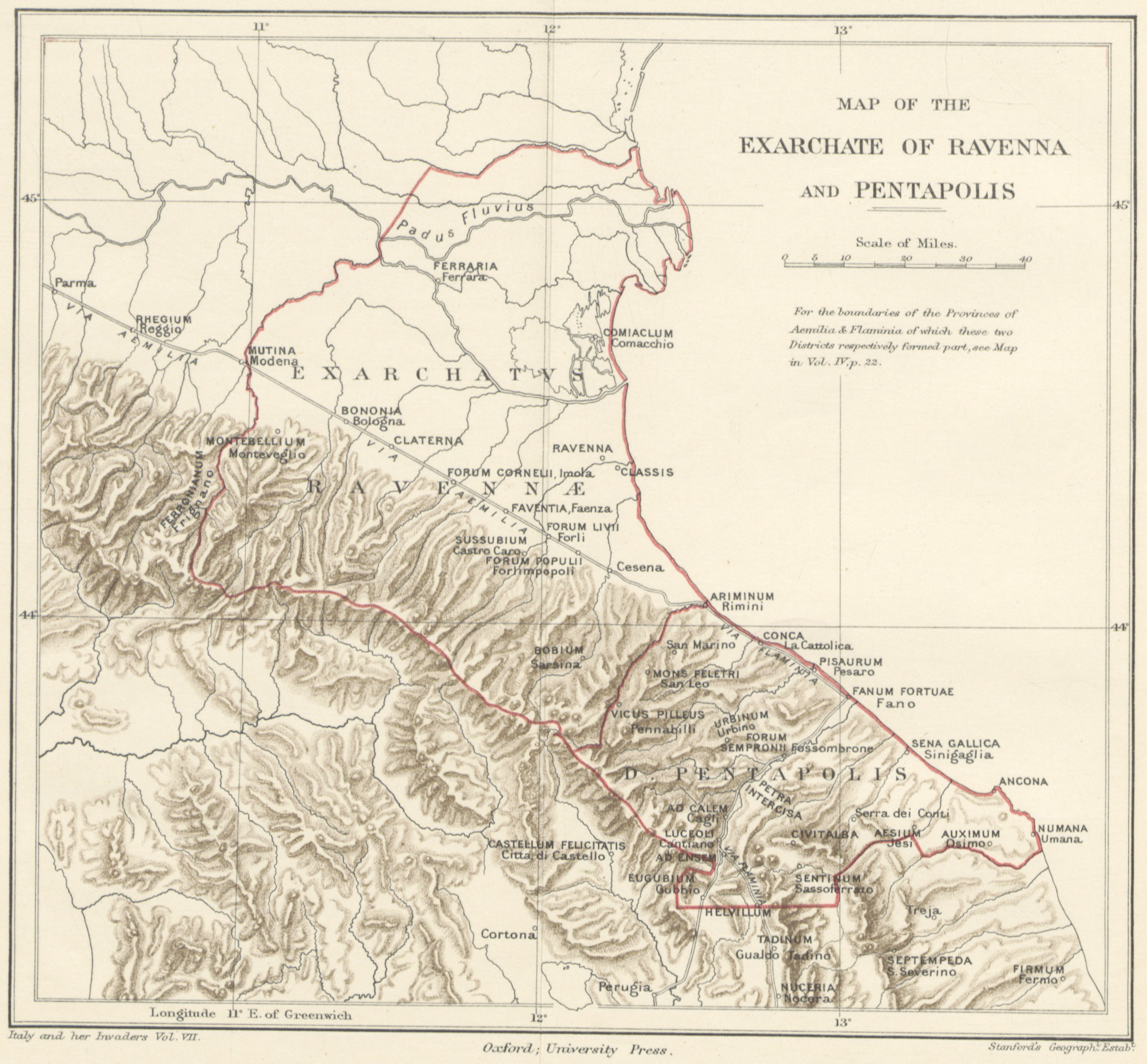
Grenzen des Exarchats Ravenna

Zum Zeitpunkt von Agnellus’ Wahl befand sich Venedig sowohl innen- als auch außenpolitisch in einer äußerst angespannten Situation. Seine gleichzeitig herrschenden drei Vorgänger im Dogenamt, Obelerius und dessen Brüder Beatus und Valentinus, waren von den Venezianern vertrieben worden, nachdem ein Versuch, die Macht – mit fränkischer Unterstützung – unter Waffengewalt an sich zu reißen, gescheitert war. Auf Betreiben der Volksversammlung wurde Ende 810 oder Anfang 811 Agnellus auf Initiative des byzantinischen Flottenkommandanten Arsaphios zum Dogen gewählt und der Amtssitz von Metamaucum nach Rialto verlegt, wo Agnellus’ Nachfolger fortan bis 1797 residierten. Dem Dogen wurden zur Kontrolle zwei Tribunen zur Seite gestellt, die seine Rechtsprechung zu überwachen hatten. Es hatte sich also abermals die pro-byzantinische Partei durchgesetzt. Nach den Erfahrungen mit der wenige Jahre zurückliegenden fränkischen Invasion unter König Pippin, einem der Söhne Karls des Großen, wurde die Residenz als Kastell errichtet, womit der erste Dogenpalast entstand.

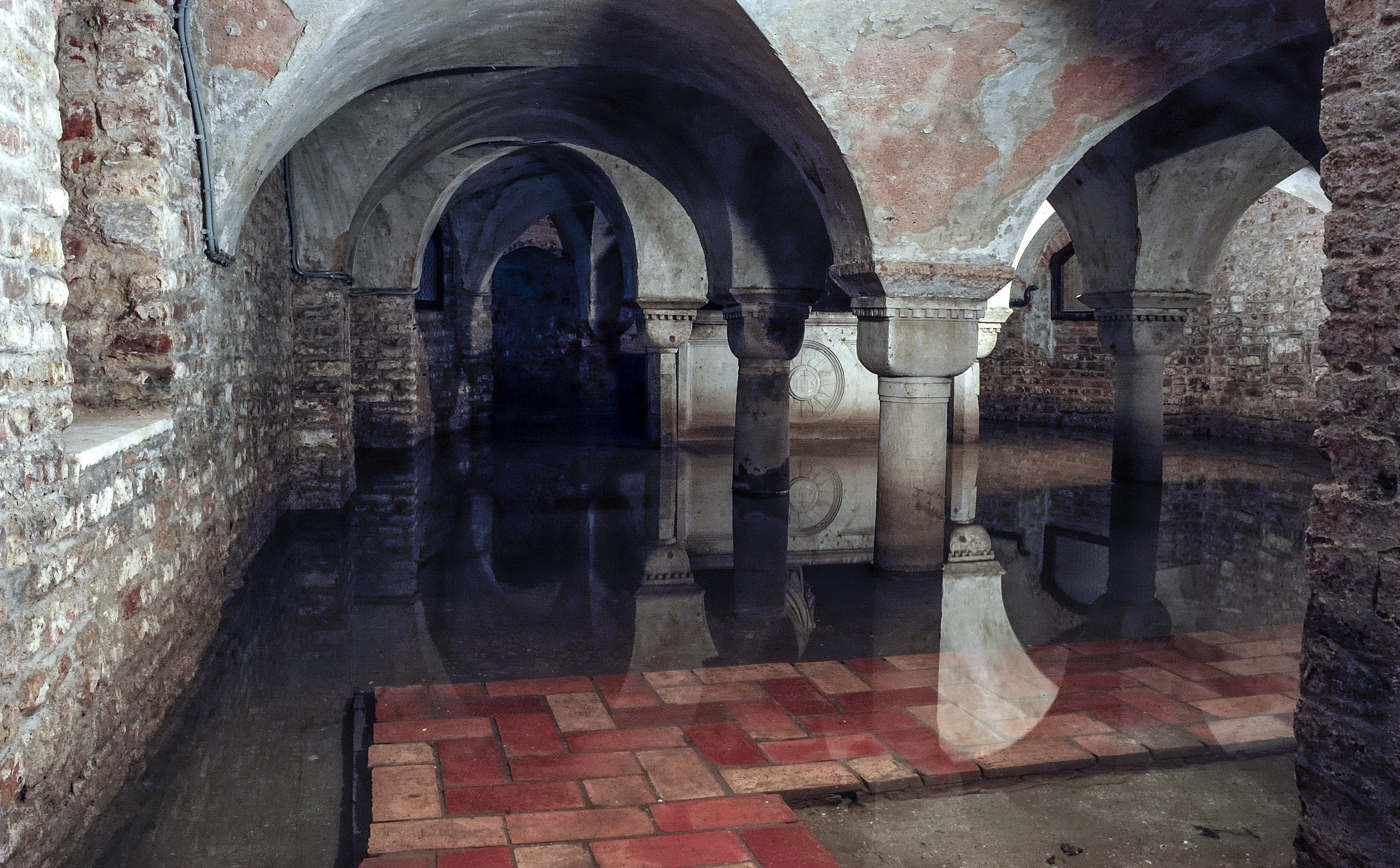
Die Krypta von San Zaccaria

Im Friedensvertrag von Aachen zwischen Byzanz und dem Frankenreich wurden die Grenzen Venedigs 812 festgelegt und benachbarte Gebiete als privilegierte Absatzmärkte für seinen Handel bestimmt. Pro forma blieb Venedig weiter von Byzanz abhängig und gehörte zum Exarchat von Ravenna, de facto war aber mit dem Vertrag der Prozess einer Loslösung eingeleitet. Wie stark die Bindungen an Konstantinopel aber immer noch waren, zeigt die Schenkung bedeutender Reliquien durch den byzantinischen Kaiser Leo V. an die Stadt, unter anderem die des Zacharias, für die die Kirche San Zaccaria, eine der ältesten Venedigs, errichtet wurde.
Wie seine Vorgänger, so versuchte auch Agnellus eine Dynastie zu etablieren. Um 814 entsandte er seinen Sohn Iustinianus (Giustiniano) an den Hof Kaiser Leos V., der ihm den Titel eines Ipato, eines Konsuls übertrug, jedoch seinen Bruder Iohannes (Giovanni) zum Mitherrscher seines Vaters erhob. Gegen diese Zurücksetzung wehrte sich der ältere Iustinianus. Er weigerte sich, im Dogenpalast zu residieren und ließ sich stattdessen auf San Servolo nieder, bis der Vater nachgab. Während nun Iohannes ins Exil nach Zara an der dalmatinischen Küste geschickt wurde, gelangten Iustinianus und sein Sohn Agnellus auf den Dogenstuhl.
Während des Krieges mit den Franken unter Pippin waren viele Siedlungen wie Torcello, Burano oder Heracleia zerstört und von der Bevölkerung verlassen worden. Agnellus begann mit dem Wiederaufbau und förderte die Neubesiedlung. Weitere wichtige städtebauliche Maßnahmen neben dem Bau des Dogenpalasts wurden von ihm eingeleitet, die bis heute das Bild der Stadt prägen: Er ließ einen Seitenarm des Brenta, den Fluss Prealto, dergestalt regulieren, dass er die Inselgruppe, aus der sich die spätere Stadt einmal entwickeln sollte, in zwei Gruppen teilte. Der Canal Grande war geboren. Inseln ließ er durch Brücken verbinden, womit Handel und Kommunikation erleichtert wurden.
Iohannes war jedoch keineswegs bereit, auf seine Rechte zu verzichten. Nach einem Aufenthalt in slawischem Gebiet und der Flucht aus Zara erschien er im lombardischen Bergamo und unterstellte sich dem Schutz Kaiser Ludwigs des Frommen, des Sohnes und Nachfolgers Karls des Großen. Dieser wollte jedoch einen neuerlichen Konflikt mit dem östlichen Kaiserreich vermeiden und lieferte den Prätendenten an Venedig aus, wo der Vater und der ältere Sohn dafür sorgten, dass er nach Konstantinopel verbracht wurde. Im Jahr 820 wurde auch der junge Agnellus, der Enkel des Dogen, in die Hauptstadt geschickt, als dort Michael II. den Thron bestieg. Der junge Agnellus starb während des Aufenthaltes in der Metropole.
819 statteten der Doge Agnellus und sein ältester Sohn Iustinianus die Mönche des Benediktinerklosters auf San Servolo mit der Familienkapelle von S. Ilario auf dem Festland aus, die sich nahe am Brenta befand. Den Hintergrund stellte die Umsiedlung der Gemeinde, die auf der Laguneninsel vom ansteigenden Meeresspiegel bedroht war, und die aufs Festland umsiedelte.
Um 821 ließ Agnellus, nach einem Jahrzehnt der Auseinandersetzungen, den Patriarchen von Grado Fortunatus II. entfernen, der als Frankenfreund galt. Das nunmehr vakante Amt übernahm der Abt von San Servolo als Johannes V.
Agnellus starb um 827. Er wurde in S. Ilario bei Fusina beigesetzt. In diesem Jahr begann die Invasion der muslimischen Aghlabiden auf Sizilien, wie der Chronist Johannes Diaconus berichtet. Damit verblieb Iustinianus als einziger amtierender Doge.

## Rezeption

### Bis gegen Ende der Republik Venedig
Im Chronicon Altinate oder Chronicon Venetum, einer der ältesten venezianischen Quellen, erscheint der Doge mit dem Namen und der Amtsdauer „Angelus Particiacus dux ducavit ann. 18“, bzw. „Angnellus“. Allerdings übernahm die Edition Teile aus der Chronik des Andrea Dandolo und verlieh diesen übernommenen Passagen damit den Nimbus einer wesentlich älteren, zeitnahen Quelle.

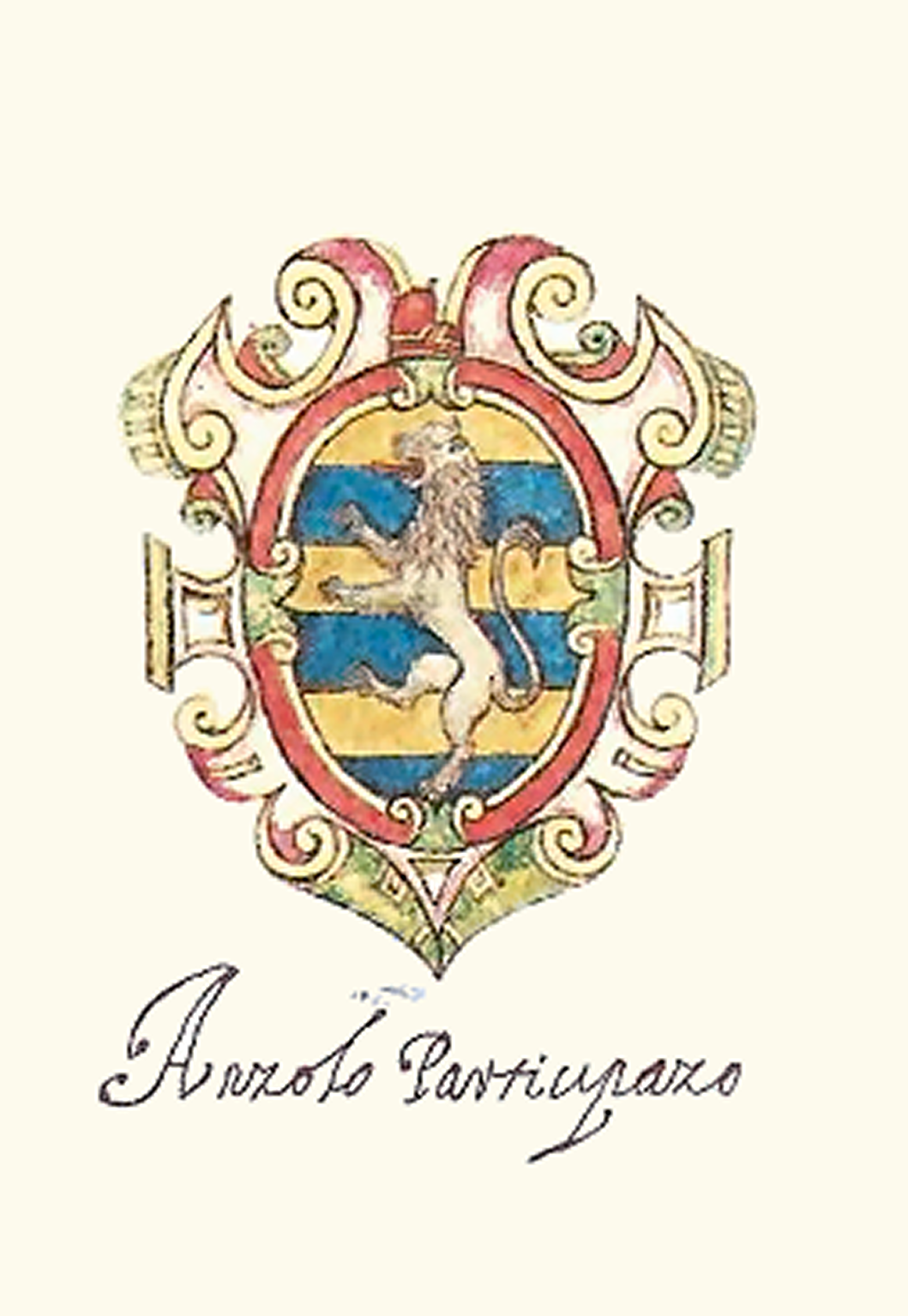
Das Wappen des „Anzolo Participazo“, wie man es sich im 17. Jahrhundert vorstellte. Bei den Wappen frühmittelalterlicher Dogen handelt sich um bloße Rückprojektionen jüngerer Familienwappen. Die Heraldik setzte erst im 3. Viertel des 12. Jahrhunderts ein. Später wurden auch Wappen an die frühen Dogen vergeben, die nie ein Wappen geführt hatten („fanta-araldica“); dies diente dazu, die Familien dieser Epoche mit möglichst frühen Dogen in ein verwandtschaftliches Verhältnis zu setzen, was ihnen Ansehen sowie politischen und gesellschaftlichen Einfluss verschaffte. Es wurden also die Wappen der sehr viel späteren Nachfahren dieser Dogen auf die angeblichen oder tatsächlichen Mitglieder der (angeblich) seit 697 in Venedig herrschenden Familien zurückprojiziert.

Für das Venedig zur Zeit des Dogen Andrea Dandolo war die Deutung, die man der Herrschaft des Agnello Particiaco und seiner beiden Söhne beilegte, bereits von hoher symbolischer Bedeutung. Zugleich wurde sie in eine nunmehr gängige Kontinuität platziert. Das Augenmerk der Mitte des 14. Jahrhunderts längst fest etablierten politischen Führungsgremien, die auch die Geschichtsschreibung kontrollierten, galt der Entwicklung der Verfassung, den inneren Auseinandersetzungen zwischen den possessores, also der sich immer mehr abschließenden Gruppe der Besitzenden, die zugleich die politische Macht besetzten, aber auch den Machtverschiebungen innerhalb der Adria und im östlichen Mittelmeerraum sowie in Italien. Dabei standen die Fragen nach der Souveränität zwischen den übermächtigen Kaiserreichen, des Rechts aus eigener Wurzel, der Abgrenzung gegenüber den militärisch oftmals weit überlegenen Festlandsmächten, allen voran gegenüber dem Römisch-deutschen Reich und dem Frankenreich, mithin der Herleitung und Legitimation ihres territorialen Anspruches, stets im Mittelpunkt. Bei Agnellus kam hinzu, dass in seiner Zeit bedeutende Kirchenbauten und überaus wichtige Reliquien Venedig in die Reihe der bedeutendsten spirituellen Orte erhoben, was zugleich mit einem erheblichen Machtanspruch verbunden war. Dieser wiederum manifestierte sich zugleich im neuen politischen Zentrum Rialto.
Die älteste volkssprachliche Chronik, die Cronica di Venexia detta di Enrico Dandolo, stammt aus dem späten 14. Jahrhundert. Sie stellt die verwickelten Vorgänge auf einer weitgehend persönlichen Ebene dar, und flicht dabei auch Ansprachen der Protagonisten ein. Der Doge „Angiolo Partitiatio, overo Baduaro“ – hier scheint der Anspruch der Badoer auf die Particiaco als Vorfahren durch – sandte seinen älteren Sohn nach Konstantinopel, um dort wegen Vertragsabschlüssen zu verhandeln („per voler alcuni pati fermar con lui“), was auch gelang. Inzwischen wurde der jüngere Sohn, da man dem Haus Particiaco vertraute, wie die Chronik begründet, zum Mitdogen gewählt. Als der Ältere zurückkehrte, übernahm er die Position seines jüngeren Bruders, der, weil er sich ungenannter Vergehen gegen Venezianer schuldig gemacht hatte („habiando facto alcun despiaser, et grosso, ad alcuni dela Terra“) nach Konstantinopel verbannt wurde. Ein Zusammenhang mit der Auseinandersetzung der beiden Brüder um die Frage der Mitregentschaft wird hier negiert, doch war es gerade dieser Zwei-, wenn man den Enkel Agnellus’ mit einbezieht sogar Dreigenerationenkonflikt, an dem sich später äußerst widersprüchliche Deutungen entzündeten. Ähnliches gilt für die inneren Zustände, etwa für die Rebellion der beiden Tribunen. „Uno Iohane Tornarico et un Bon Brandalnisio“, diejenigen Tribunen also, die gegen die beiden Dogen rebellierten. Sie wurden hingerichtet: „sovra la punta de San Griguolo fu inpicadi per la gola“. Weil der alte Doge das Amt schließlich nicht mehr ausfüllen konnte, herrschte fortan sein Sohn Iohannes – in den Schriften fand der alte Doge nach der Cronica keine Erwähnung mehr.
Pietro Marcello führte 1502 in seinem später ins Volgare unter dem Titel Vite de'prencipi di Vinegia übersetzten Werk den Dogen im Abschnitt „Angelo Particiaco Doge IX.“ Diese Einordnung als 9. Doge, zusammen mit dem ursprünglichen Familiennamen, rührt daher, dass Marcello die drei Galbaii als einen einzigen Dogen zusammenfasst. Marcello behauptet, dem ersten auf Rialto erhobenen Dogen seien zwei Tribunen beigegeben worden, deren Amt ein Jahr gedauert habe, und „non haveva à far nulla senza loro“, ohne sie habe er also nichts unternehmen dürfen. ‚Man sagt, er habe Eraclia wiederherstellen lassen, das deshalb Città nuova genannt wurde‘, ‚Neue Stadt‘. Der Doge habe Brücken über 60 Inseln im Umkreis von Rialto errichten lassen. Einen seiner Söhne, Giustiniano, habe er nach Konstantinopel zu Kaiser Leo geschickt, von dem er „molto amorevolmente“ empfangen und mit großen Ehren ausgestattet worden sei. Den anderen Sohn Giovanni habe er zu seinem „compagno“ gemacht, woraufhin sich Giustiniano, nach Venedig zurückgekehrt, ostentativ weigerte, zum Vater heimzukehren. Dieser habe am Ende dem Begehren seines Sohnes nachgegeben. Giovanni seinerseits habe mit Willenserklärung des Volkes („per commissione del popolo“) auf sein Amt verzichtet, woraufhin Giustiniano nebst seinem Sohn Angelo „si prese per compagno nel Prencipato“. Giovanni, nun gezwungen auf das Amt zu verzichten, wurde nach Konstantinopel verbannt. In dieser Zeit erhielt der alte Doge die Gebeine des heiligen Zacharias, ein Stück Holz vom Kreuz Christi und Teile seiner Kleidung („con parte delle vesti di CHRISCO nostro Signore“), die er in San Zaccaria unterbringen ließ. Auch seien durch ihn die Kirchen San Severo und „San Lorenzo nell’Isole“ gebaut worden. Marcello weiß zudem von besagter Verschwörung, deren Anführer, „Giovanni Tanolico“ und „Bono Bragadino“ hingerichtet worden seien. „Monetario“, von dem wir ansonsten nichts erfahren, der aber von der Verschwörung gewusst habe, ging aus freien Stücken ins Exil. Sein Besitz ging an die Kommune. Damit nennt der Autor erstmals ein Vorgehen, das bei Verrat zu Marcellos Zeiten längst gängig war, nämlich die Konfiszierung des Eigentums der Verschwörer. Einige behaupteten, so Marcello, die Venezianer hätten „Vlrico“, den Patriarchen von Aquileia, in einer Seeschlacht besiegt. Auch hätten sie Friaul niedergebrannt und Ulrich und einige seiner Männer gefangen genommen. Sie ließen die Gefangenen nur unter der Bedingung frei, dass sie alljährlich am Tag ihrer Niederlage zehn Schweine nach Venedig abzuliefern hatten, dazu „dieci staia di pani“ – also 10 Staia Brot, wobei das besagte Hohlmaß mit etwa 83 Litern anzusetzen ist. Dieses demütigende Verfahren und die dazugehörigen Feierlichkeiten wurden noch zu Zeiten Marcellos jedes Jahr begangen.
Kaum weniger knapp berichtet die Chronik des Gian Giacomo Caroldo, fertiggestellt 1532. Caroldo, der sich ausdrücklich auf die Chronik des Andrea Dandolo stützt, meint „Angelo Particiatio overo Badoaro“ sei im Jahr „DCCCIX“, nachdem die Verlegung der Hauptstadt nach Rialto beschlossen worden war, „di comune consenso“ zum Dogen gewählt worden (S. 54). Überraschenderweise flicht er aber an einer Stelle Auffassungen ein, die nicht mit denen Dandolos übereinstimmen. So sei der Umzug nach Rialto nach der „venuta di Pipino“ erfolgt, also nach König Pippins Versuch, die Lagune zu erobern. Wie man in einigen alten Chroniken lesen könne, so der Autor, sei „Beato duce“, der Bruder des Obelerio also, der erste gewesen, der seinen Sitz in Rialto nahm (und damit keineswegs Agnello, wie es die venezianische Tradition seit Andrea Dandolo wollte). Außerdem gehe daraus hervor, dass in einem Saal des „Palazzo Veneto erano in certa antica pittura descritti li successi delli due fratelli Duci Obelerio et Beato“, es seien also in alten Malereien die Erfolge der beiden Dogenbrüder Obelerius und Beatus dargestellt gewesen. Damit bricht der Autor ab und erklärt ohne Begründung, der Chronik des Andra Dandolo folgen zu wollen (S. 54). Nach Dandolo war der Doge lapidar „huomo valoroso, catholico et giusto“, und er sei der erste gewesen, der den Dogenpalast dort errichten ließ, wo er sich noch immer befinde. Den Namen Venetia leitet der Verfasser ausdrücklich von dem Namen der vormaligen römischen Provinz ab. Dann wendet er sich dem Patriarchen Fortunatus II. zu, zu dessen Gunsten Giovanni zunächst durch eine Synode abgesetzt wurde. Fortunatus war mit der Unterstützung des Dogen aus dem Frankenreich zurückgekehrt. Als er jedoch gegen den Willen der Venezianer erneut ins Frankenreich ging, wurde er durch „Gioanni Abbate di San Servolo“ ersetzt, eben jenen Johannes V. Nach kurzer Zeit kehrte Fortunatus zurück, doch Zorn und Hass zwangen ihn, abermals zu den Franken zu gehen, bei denen er starb. Seiner Kirche hinterließ er „molti pretiosi ornamenti“, ‚viele wertvolle Schmuckwerke‘. Zwischen Karl und dem Ostkaiser „Michiel Curopalate“ kam es zu einem Friedensschluss, so dass der „Greco Imperatore governasse Constantinopoli et l’Oriente, et Carlo et successori, Roma et l’Occidente“. Dabei wurde die Abmachung mit Kaiser Nikephoros bestätigt, nach der Venedig beim Ostkaiser blieb, und, dass die Venezianer die gleichen Privilegien im Osten wie im Westen haben sollten („approvando quello che fù statuito con Niceforo d’haver ceduto [sic!] la Provincia di Venetia, et concesse a Venetiani gl’istessi privilegi et immunità per l’Occidental Imperio che haveano nell’Orientale“, S. 55). Nun konnten die Bewohner von Chioggia und auch anderer Städte, die aus Angst vor den Franken ihre Heimat verlassen hatten, zurückkehren und ihre Städte wieder aufbauen. Als der Doge das zerstörte Heraclea sah, ließ er eine kleine Stadt namens „Città Nova“ bauen. Seine Söhne habe er nach Konstantinopel geschickt, bzw. zum „consorte“ erhoben. Giustiniano, empört darüber, dass sein Bruder zum Mitdogen erhoben worden war, weigerte sich, den Dogenpalast zu betreten. Stattdessen zog er mit seiner Frau Felicita nach San Severo. Daraufhin habe der Doge Giovanni nach Zara geschickt und nun erhob er Giustiniano und, wie Caroldo explizit meint, sogar dessen Sohn Angelo zu Mitdogen („consorti del Ducato“). Giovanni wandte sich nun seinerseits an „Lodovico Imperatore“, der sich in Bergamo aufhielt. Der Doge gestattete die Rückkehr seines Sohnes, doch schickte er ihn nun nach Konstantinopel. In dieser Zeit, so flicht der Autor ein, habe der Doge den „corpo di San Zaccaria Profetta“ von Kaiser Leo erhalten, dazu etwas vom Kreuz Christi und darüber hinaus von dessen Kleidern sowie von denen seiner Mutter Maria. Infolgedessen ließ Agnello das Kloster San Zaccaria errichten, wohin auch die besagten „reliquie“ gelangten. Den Mönchen von San Servolo überließ er die „Capella di San Marco“, woraus man die „auttorita et iuridittione“ des Dogen in kirchlichen Angelegenheiten erkennen könne. Nur wenig später ließen die „propinqui“ des Bischofs von Olivolo Orso die Kirchen San Severo Vescovo und San Lorenzo Martire errichten. Dieser Bischof ließ kurz vor seinem Tod in San Lorenzo ein Nonnenkloster errichten, dann San Pietro Apostolo, wohin die Reliquien der Heiligen „Sergio et Baccho“ überführt wurden. Angelo (der dritte Doge) wurde nun ebenfalls nach Konstantinopel geschickt. Währenddessen erlangten „Giusto Sacerdote con Pietro Diacono Nuncio“ von den Kaisern Ludwig und Lothar die Bestätigung der venezianischen Privilegien. Dann erwähnt der Autor eine Konspiration unter „Gioanni Talonico, Buono Bradavisso et Gioanni Monetario“, die jedoch vor San Giorgio hingerichtet wurden. Schließlich setzt der Autor mit der Kirchengründung von „San Daniel“ fort, wo später unter Pietro Polani ein Kloster entstanden sei, um dann wieder auf den Dogen zurückzukommen, der nach 18 Amtsjahren starb und im von ihm errichteten San Illario beerdigt wurde. Zu Anfang seines Abschnittes über Agnello Particiaco (S. 54), als er noch besagten alten Chroniken folgt, ordnet Caroldo als Auftakt für sein Libro Terzo, das die Zeit von 811 bis 1172 umfasst, die frühe Geschichte, der er einen Gesamtumfang von 388 Jahren bis 810 gibt, folgendermaßen ein: 276 Jahre lang hätten Tribunen jährlich wechselnd Venedig regiert („governati“), dann unterstand es 40 Jahre den Dogen von Eraclea („Duci in Heraclea“), daraufhin folgte fünf Jahre lang jährlich ein „Maestro de Cavallieri“. Doch weil sie (die Venezianer) damit nicht einverstanden waren, kehrten sie zur Wahl eines Dogen zurück, der in Malamocco residierte („teneva la sede sua in Malamocho“). Dort blieben die Dogen 67 Jahre lang bis zur Ankunft („venuta“) Pippins.

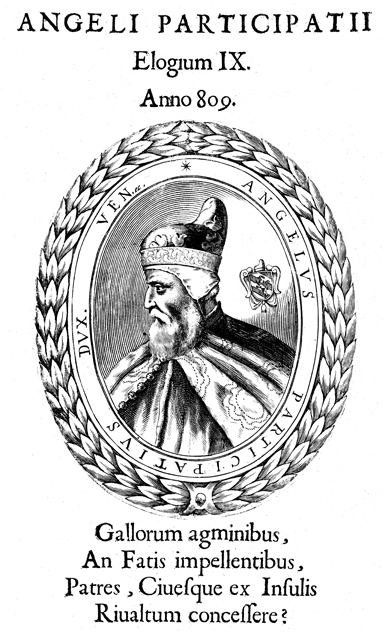
Leone Matina: Phantasieporträt des Dogen in der wohl ersten gedruckten Porträtserie aller bis dahin anerkannten Dogen, dem Ducalis regiae lararium von 1659

Für den Frankfurter Juristen Heinrich Kellner, der die venezianische Chronistik im deutschen Sprachraum bekannt machte, wobei er weitgehend Marcello folgte, ist in seiner 1574 erschienenen Chronica das ist Warhaffte eigentliche vnd kurtze Beschreibung, aller Hertzogen zu Venedig Leben, „Angelus Partitiatius der neundte Hertzog“. Nach Kellner wurde Angelus im Jahr 809 zum Dogen „gekohren“. Er sei „der erst Hertzog gewesen“, „der sein Residentzs oder Hofhaltung zu Rialto“ hatte. „Diesem sind/als Gehülffen/zugeordnet worden zween Zunftmeister/welcher Ampt zwey jar wehret / unnd er dorfft one sie nichts thun.“ Eraclea habe er wieder aufbauen lassen, „welche derhalben Cittannova/ oder Neuwestatt/genennet worden ist“. Nach Kellner begaben sich „unzelig viel Leut gen Rialto“ wegen des „Frantzösischen Kriegs“. Es wurden Brücken „gemacht“ „zu sechtzig Inseln/die da herumblagen“. Angelus habe zwei Söhne gehabt, von denen „Justinianus / zu Leone dem Griechischen Keyser“ geschickt, in Konstantinopel hoch geehrt wurde. Doch gab man währenddessen „dem Vatter den andern Son / Johann genannt/zum Gehülffen / welches / da Justinian wieder zu Hauß kam(wie man sagt)ihn so sehr verdrossen / daß er für seinen Vatter nicht kommen wolt“. Da der Vater die Abwesenheit dieses Sohnes nicht ertragen konnte („nit erdulden kondt“), „schickte er Johannem … hinweg“. Dabei betont der Autor nochmals, dass das Volk ihm Johannes als Gehilfen zur Seite gestellt hatte. Er „nam im Hertzogthumb zum Gehülffen seinen Son Justinian / und Angelum seinen Enckel / Justiniani Son.“ Johann hingegen wurde „gen Constantinopel verwiesen“. Kaiser Leo schenkte dem Dogen die Reliquien des hl. Zacharias, „sampt etlichen Kleidern unsers HERRN Christi/und einem stück vom heyligen Creutz / und dieses alles legt er in S. Zacharie Kirchen.“ Die „Kirche S. Sever“ sei „auf anregen Angeli“ erbaut worden, ebenso wie „S. Lorentz/in den Inseln / die deßmals Gemelle / oder Zwilling / genennt wurden.“ Sein Sohn Ursus habe, so Kellner, „ein neuw Kloster/zu S. Lorentz“ gebaut. Nach diesem Hinweis auf Kirchenbauten schildert Kellner knapp den gescheiterten „Auffruhr“, dessen Anführer „Joann Tanolicus unnd Bonus Bragadinus“ „gerichtet“ wurden. Der Mitwisser Monetarius, „welcher umb den handel auch wissenschaft hatt“, ging „gutwilliglich ins elendt“, „seine Güter wurden eyngenommen“ (er ging also freiwillig ins Exil, sein Eigentum wurde konfisziert). Wie Marcello, so schildert auch Kellner den Kampf gegen „Ulrich von Aquileia“, gleichfalls eingeleitet durch ein vorsichtig distanzierendes „Etliche wöllen“. Anlass war die Zurücksetzung Aquileias gegenüber Grado, das „fürgezogen wardt“. Die Venezianer, die Ulrich „zur Schlacht gelockt hatten“, „fiengen Ulricum mit vielen Edelen“, verbrannten alles Land „am Wasser Carni“, „das man jetzundt Friul nennet“. Die Venezianer „brauchten Gnade/unnd liessen Ulricum mit den andern Gefangenen on entgelt wider ledig“, sie ließen die Gefangenen also ohne Lösegeld frei. Allerdings verlangten sie jährlich zehn Schweine und zehn Brote, „jedes einer Mesten groß“, dazu einen Ochsen, der auf dem Platz geschlachtet werden sollte. Bei diesem jährlichen Fest sollten „der Hertzog und der Raht mit Spiessen“ hölzerne Schlösser „schlagen und stürmen“. Dies, so Kellner, geschehe „noch auff diese zeit Spielsweiß alle jar“ in Erinnerung an den Sieg über Ulrich. „Dieses ist außgerichtet worden zu Angeli zeiten/in und ausserhalb der Statt. Welcher gestorben ist im 18.jar seines Regiments.“
Francesco Sansovino (1512–1586) gab in seinem 1587 in Venedig erschienenen Werk Delle cose notabili della città di Venetia, Libri II den Namen des Dogen mit „Angelo Participatio“ an. Er habe mit seinen Kirchengründungen und dem Umzug nach Rialto der Republik ein stabiles und „immutabile fundamento“ gegeben (S. 162).

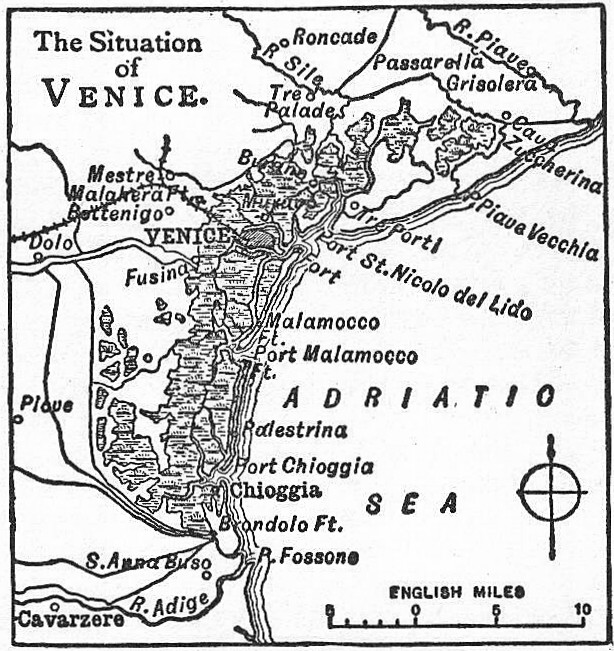
Skizze der Lagune von Venedig (Chandler B. Beach, Frank Morton McMurry (Hrsg.): The New Student's Reference Work, Bd. V, Chicago 1919, S. 2009 (Digitalisat, S. 2009 f.))

In der Übersetzung der Historia Veneta des Alessandro Maria Vianoli, die 1686 in Nürnberg unter dem Titel Der Venetianischen Hertzogen Leben / Regierung, und Absterben / Von dem Ersten Paulutio Anafesto an / biss auf den itzt-regierenden Marcum Antonium Justiniani erschien, hieß der Doge „Angelus Participiatus, der Zehende Hertzog“. Die Zählung als 10. Doge hatte sich allerdings noch immer nicht fest etabliert, jedoch war inzwischen allgemeine Vorstellung, dass Agnello Particiaco den Umzug nach Rialto veranlasst hatte: „Er ist der erste gewesen / der seine Hofhaltung in Rialto angestellet“, wie der Autor ausdrücklich vermerkt. „Er hat auch die Stadt Eraclea, als sein Vatterland / wieder aufbauen/ und sie Neue-Stadt nennen lassen / welche aber von den Hunnen/ nach ihrer Wiederkunft in Italien / im Jahr 911. zum andernmal ist verwüstet worden“ (S. 84 f., gemeint sind die Ungarn). Vianoli nimmt an, der Vater habe sich den jüngeren Sohn als Mitregenten erwählt, weil der ältere gerade in Konstantinopel war. Nach der Rückkehr des Iustinianus habe dieser sich zurückgezogen, wohingegen der Vater die Abwesenheit des älteren Sohnes nicht länger habe „ertragen“ können, „sondern vielmehr eine grosse Begierde ihn einmal wiederum zu sehen gehabt/ genöthigt gewesen / Johannem seinen andern Sohn nacher Constantinopel zu verschicken / und den Justinianum, nebenst seinem Enckel Angelo, ihme zu einem Gehülffen anzunehmen“ (S. 85 f.). Die „göttliche Vorsichtigkeit“ habe den Dogen vor der Verschwörung unter Führung von Johannes Tanolicus und Bonus Bragadinus geschützt. Nach dem Verfasser starb der Doge „in höchstem Frieden“ und im 827. Jahr folgte auf dem Dogenstuhl „sein ältister Sohn“.
1687 schreibt Jacob von Sandrart in seinem Werk Kurtze und vermehrte Beschreibung Von Dem Ursprung / Aufnehmen / Gebiete / und Regierung der Weltberühmten Republick Venedig, da die Zählweise der Dogen zu dieser Zeit offenbar noch nicht gesichert war, zum Jahr 809: „erwehlte das Volck zum(IX.) oder wie andere zehlen zum(X.) Hertzog / den Angelum Partitiatum“. Die Herrschaftszeit unterlag allerdings inzwischen einem allgemeinen Konsens. Dieser habe „60 nah an einander gelegene Inseln mit Brücken an einander gehängt / und zu Rio alto einen Hertzoglichen Palast gebauet / und auch dasjenige vollbracht was der Beatus angefangen“ – zuvor hatte er berichtet, wie angeblich Beatus gleichsam Hauptverantwortliche des ökonomischen und politischen Aufstiegs der Seerepublik geworden sei. Angelus’ Sohn Johannes wurde Mitherrscher. „Es scheint aber/ daß diese sehr übel regieret haben; denn die Vornehmsten von Venedig machten auch wider sie ein Verbündnuß /wiewohl solches entdecket ward / und es die Verschwornen mit dem Leben bezahlen musten“ (S. 18).

### Historisch-kritische Darstellungen
Johann Friedrich LeBret schrieb in seiner ab 1769 erschienenen Staatsgeschichte der Republik Venedig, Angelus sei der 10. Doge gewesen (S. 134). Ihm allein schreibt LeBret den erstaunlichen Wiederaufstieg Venedigs zu, denn: „Ueberall erblickte man nichts, als die traurigen Merckmale der letzten Verwüstungen. Aber auf einmal folgete auf die fürchterliche Bewegung der Gemüther eine heitere Ruhe und Stille, welche dem Staate, der Nation, der Schifffahrt, der Handlung vorteilhaft war… und der Staat wurde gleichsam von neuem geboren“ (S. 135). Erst mit dem Umzug nach Rialto „können wir Venedig nennen“. LeBret, der ohne Quellengrundlage die charakterlichen Eigenschaften und Vorlieben des Dogen schilderte, meinte, man müsse „überhaupt gestehen, daß nach der pipinischen Verwüstung die ganze Nation bedacht war, ihre Stadt zu verschönern.“ Doch waren seiner Auffassung nach „die Regeln des Geschmacks noch zu sehr verhüllt, und es wurden noch mehr als zwanzig Agnellen erfordert, um die Nation so zu bilden, daß sie der Empfindung des Schönen fähig war.“ Die Tatsache, dass der Vater den jüngeren Sohn bevorzugte, relativierte er dadurch, dass er glaubte, der Ältere sei in Konstantinopel ausreichend mit Ehren versorgt gewesen. Insgesamt war das Regierungssystem immer in der Gefahr, von den Herren manipuliert zu werden, und das Volk konnte sich dagegen nur mit Aufständen zur Wehr setzen. „Venedig war also auch noch zu diesen Zeiten eine unordentliche Regierungsform.“ Der zurückkehrende, enttäuschte Iustinianus machte seinem Vater noch nicht einmal die „Aufwartung“. Die Absetzung und Verbannung des Johannes nach Zara, und die Einsetzung des Iustinianus als Mitregenten nebst seinem Enkel Agnello beurteilte der Verfasser als angemaßte Berechtigung, den „Thron nach seiner Willkühr zu besetzen“ (der Autor glaubt also, es habe bereits eine Erbfolgeregelung bestanden, nach der der Älteste als Thronfolger zu gelten hatte, und Agnellus habe gegen diese verstoßen). „So löblich Agnellus seine Regierung angefangen hatte, so wenig zeigte er an dem Ende derselben die gewohnte Staatskunst“. (S. 139) Nach dem Sturz des Kaisers Leo schickte Agnellus seinen gleichnamigen Enkel als Gesandten nach Konstantinopel.

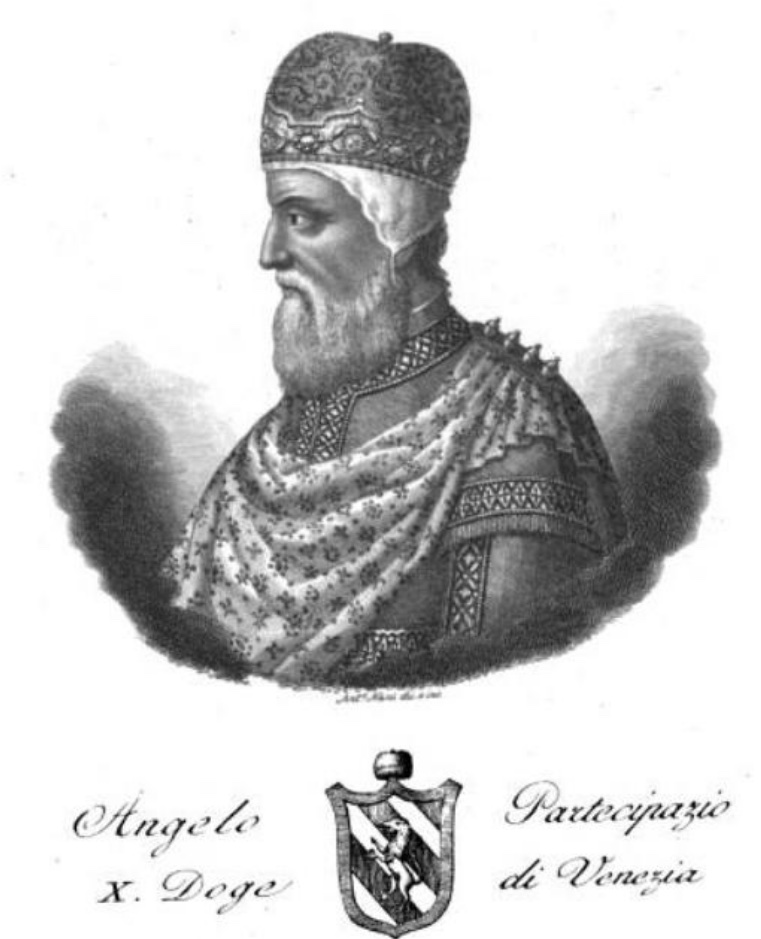
Kupferstich mit einem Phantasieporträt des Dogen „Angelo Partecipazio“, geschaffen vor 1834 von Antonio Nani, der es in seiner Serie dei Dogi di Venezia intagliati in rame da Antonio Nani 1835/36 und 1840 erstmals veröffentlichte

Der Brockhaus des Jahres 1839 – zu dieser Zeit noch Allgemeine Encyklopädie der Wissenschaften und Künste – war der Auffassung, Pippin habe die Gelegenheit des Sturzes der drei Dogenbrüder genutzt, um die Städte der Lagune anzugreifen, die führerlos waren. „Angelo Partecipazio“, ein vermögender Mann, habe, während Pippin nach Malamocco übersetzen wollte, den Vorschlag gemacht, die Residenz nach Rialto zu verlegen, was „mit Freuden“ aufgenommen worden sei. Malamocco wurde geräumt. Erst daraufhin hätten die Venezianer das Heer des Franken besiegt. Zum Dank für die Rettung sei „Angelo“ 809 zum Dogen gewählt worden. Aus der Chronik des Andrea Dandolo entnimmt der Verfasser, wie er in einer Fußnote anmerkt, dass noch vor der Wahl zwei Tribunen gewählt worden seien, „denen die Civil- und Criminal-Gerechtigkeitspflege zustehen solle“. Auf Rialto ließ Agnellus den Dogenpalast bauen, die dortigen Inseln mit Brücken verbinden und eine Reihe von Kirchen errichten. Den Patriarchen von Grado verteidigten die Venezianer gegen seinen Amtskollegen aus Aquileia in einem Gefecht, eine Verschwörung wurde zerschlagen, „deren Glieder nach der Strenge der Gesetze bestraft“. Neben den beiden Söhnen Johannes und Justinian solle noch ein weiterer Bruder namens Justus existiert haben, wie es in dem Artikel heißt, der Bischof von Torcello gewesen sein solle. Zunächst bevorzugte der Doge den jüngeren Sohn, doch dann habe er den Groll des Älteren nicht länger ertragen können, und den jüngeren Sohn nach Jadra verbannt. Stattdessen kam der ältere Sohn nebst seinem Sohn „Angelo“ auf den Dogenstuhl, wobei letzterer bereits 821 in Konstantinopel gestorben sei. Der verbannte Sohn wiederum floh an den fränkischen Hof, wo Ludwig der Fromme den Sohn mit dem Vater ausgesöhnt habe. Das Todesjahr setzt der Brockhaus mit 829 an.
Samuele Romanin räumte „Agnello“ 1853 ein Dutzend Seiten im ersten Band seines umfangreichen, zehnbändigen Opus'  Storia documentata di Venezia ein. Nach ihm galt die erste Sorge des neuen Dogen der Wiederbevölkerung der Inseln, deren Einwohner aus Furcht vor den Franken geflohen waren (S. 156). Der Frieden zwischen den Kaiserreichen ab 812 gestattete nach Romanin erst diese Rückkehr, Grado wurde der Republik zurückgegeben. Als „Giustiniano“ aus Konstantinopel zurückkehrte, und sich weigerte, den Vater aufzusuchen, zog er sich stattdessen mit seiner Frau in ein Haus nahe der Kirche San Severo zurück. Der daraufhin verbannte „Giovanni“ floh von Zara nach „Ischiavonia“ und von dort nach Bergamo zu Kaiser Ludwig. Gesandte forderten seine Auslieferung, um ihn zwecks Vermeidung zukünftiger Konflikte nach Konstantinopel zu verbringen. Romanin lässt durchblicken, dass Patriarch Fortunatus bei der Rebellion gegen den Dogen unter Führung von Giovanni Tornarico und Bono Bradanesso ‚seine Hand im Spiel hatte‘. Dieser musste fliehen und starb im Frankenreich. Leon der Armenier, obwohl Bilderstürmer („sebbene iconoclasta“), versuchte mittels Geschenken, vor allem von Reliquien, gute Beziehungen zu Venedig zu pflegen. Auch wurden Geldmittel und Baumeister vom Kaiser bereitgestellt, um San Zaccaria zu bauen. Angesichts der zunehmenden Sarazenengefahr sei Venedig immer bedeutsamer geworden. Es sei nichts ungewöhnliches darin zu sehen, denn die Venezianer beteten umgekehrt auch für den Kaiser, ohne dass dies ein Anzeichen gewesen wäre, dass die Venezianer byzantinische Untertanen gewesen seien („senz’esserne sudditi“, S. 163). Beim Sturz Leos war der Enkel des Dogen, der gleichfalls Agnello hieß, anwesend, um 820 dem neuen Kaiser zu huldigen. Als die Sarazenen 827 Sizilien angriffen, suchte der neue Kaiser die marine Unterstützung der Venezianer für seine Flotte, „rinforzandola ancora di navi veneziane da lui domandate in questa occasione“ (S. 166). Romanin merkt an, dass die byzantinischen Quellen nur aus ‚Hochmut‘ („orgoglio“) über die beiden folgenden Flotteneinsätze Venedigs, die allerdings erfolglos waren, schweigen.

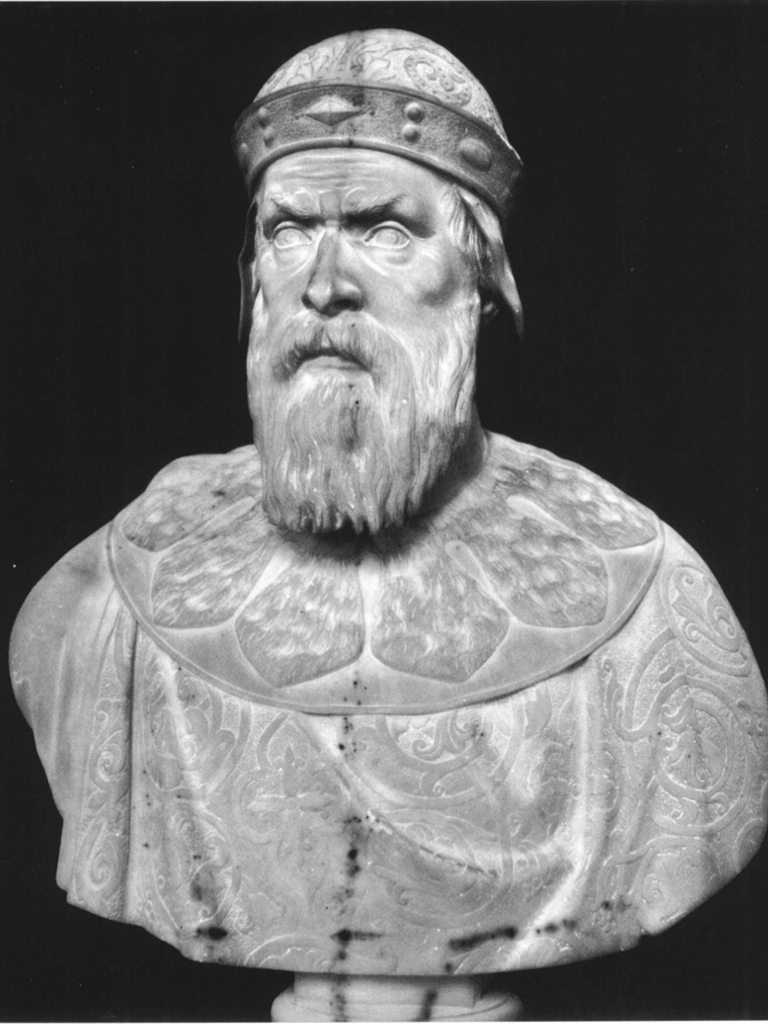
Büste des „Angelo Partecipazio“ im Panteon Veneto des Istituto Veneto di Scienze, Lettere ed Arti, Marmor, 59 mal 56 cm, ein Werk von Pietro Lorandini, entstanden 1860–1861

August Friedrich Gfrörer († 1861) glaubte in seiner 1872 posthum erschienenen Geschichte Venedigs von seiner Gründung bis zum Jahre 1084, erst durch den Umzug „Angelo Participazzo“s nach Rialto „stieg Stadt-Venedig aus den blauen Lagunen zu Macht und Herrlichkeit empor“. Die Residenzwechsel resümiert er so: „Heracliana vertrat den Grundsatz griechischer Oberherrlichkeit, Malamocco wirkte für Anschluß an Francien.“ Rialto hingegen stand für „wir wollen Venetianer und unsere eigenen Herren sein, aber wir wollen es sein unter byzantinischem Schutze“ (S. 137). Er mutmaßt, dass Konstantinopel dafür Geiseln verlangt habe, vor allem Dogensöhne, dass ein neuer Doge vom Kaiser anerkannt werden musste. Dafür wollte er im Gegenzug der Erblichkeit des Dogenamtes nicht im Wege stehen. Urkunden wurden weiterhin im Namen des Kaisers ausgefertigt. Außerdem sollten Handelserlasse auch für Venedig gelten, das zudem zur Flottenhilfe verpflichtet worden sei. Zudem suggeriert Gfrörer, der erste Particiaco-Doge wäre am liebsten wieder in seine Heimatstadt Eraclea zurückgekehrt, doch habe dies die Kaufmannschaft verhindert, die Rialto den Vorzug gegeben habe.
Pietro Pinton übersetzte und annotierte Gfrörers Werk im Archivio Veneto in den Jahresbänden XII bis XVI. Pintons eigene Darstellung, die jedoch erst 1883 erschien, gelangte zu gänzlich anderen, weniger spekulativen Ergebnissen, als Gfrörer. So sah er die Ursache dafür, dass Agnello auf Rialto blieb, darin, dass die Einwohner nicht nach Eraclea zurückkehren wollten. Auch bezweifelt er, dass Iustinianus als Geisel nach Konstantinopel geschickt worden sei, wovon die Quellen gar nicht reden, sondern, dass der Dogensohn zu Unterhandlungen dorthin geschickt worden sei. Dabei hielt er Gfrörer vor, er übersehe, dass die angebliche Geisel nach Venedig zurückkehrte, um gegen die Bevorzugung des jüngeren Bruders zu opponieren – auch als schließlich der jüngere Iohannes in die byzantinische Hauptstadt ging, behauptete Gfrörer, wieder als Geisel. Nach Pintons Auffassung habe zwischen der Flottenhilfe und der Anerkennung des neuen Dogen durch den Kaiser kein Zusammenhang bestanden (S. 60).
1861 widmete Francesco Zanotto in seinem Il Palazzo ducale di Venezia dem Dogen vier Seiten. Bei ihm gab die Volksversammlung dem neu gewählten Dogen zwei Tribunen bei, um für inneren Frieden zu sorgen, und um die Macht des Dogen zu begrenzen. Auch war sie es, die den dauerhaften Umzug nach Venedig festlegte (S. 22). Nach Zanotto wurde der Tribun Pietro Tradonico zum „sopraintendente agli edificii“. Der Doge wurde zur „amore della nazione“, dem man deshalb sogar gestattete, die beiden Jahrestribunen selbst zu bestimmen. Erst durch die Erhebung seines jüngeren Sohnes zum Mitdogen sei es zu ‚bitterem‘ Zwist in der Dogenfamilie gekommen. Zusammen mit seiner Frau „Felicia o Felicita“ habe er sich zurückgezogen, sei aber „durch neuerliche Schwäche“ des Dogen zu Lasten seines Bruders nun seinerseits zum Mitdogen erhoben worden. Nach dem Verfasser wurde der verstorbene Doge in Sant’Ilario e Benedetto beigesetzt.
Auch Emmanuele Antonio Cicogna äußert 1867 im ersten Band seiner Storia dei Dogi di Venezia die Ansicht, Agnello sei 810 wegen seiner Verdienste in der Abwehr der Franken zum Dogen gewählt worden. Es sei auch diese Gefahr gewesen, die den Dogen dazu veranlasst habe, 813 nach Rialto umzuziehen. Nur der Ehrgeiz, das Dogenamt in der Familie zu halten, machte den ansonsten rechtschaffenen und gütigen Dogen blind. Zudem stand der Wechsel zwischen den Söhnen am Anfang einer Rebellion, die gegen Ende von Agnellos Regierungszeit niedergeschlagen wurde.

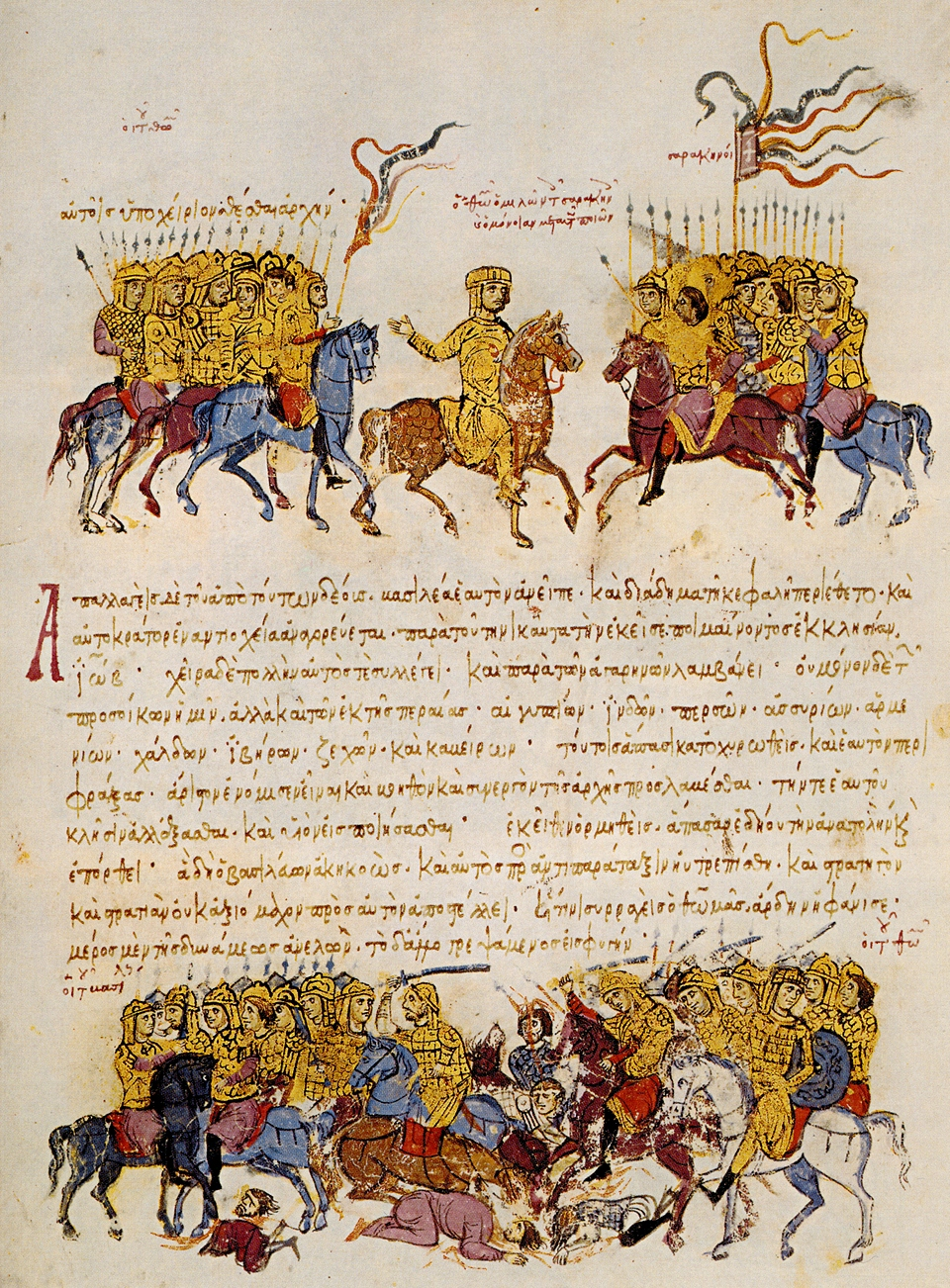
Byzanz war von 820, bzw. 821 bis 823 nicht nur durch einen Umsturz und das Gegenkaisertum Thomas’ des Slawen geschwächt, sondern verlor 824 auch Kreta. Hier verhandelt Thomas mit den Sarazenen; seine Truppen besiegen das kaiserliche Heer (Madrider Bilderhandschrift des Skylitzes). Byzanz musste Venedig nach und nach die Rolle einer Schutzmacht für die Aria zuerkennen.

Heinrich Kretschmayr glaubte, auch Agnellus, der nach ihm von 810 bis 827 regierte, habe sich „griechische Kontrolltribunen gefallen lassen müssen“. Nach ihm entsandte Agnellus „zum Thronwechsel von 814 seinen Sohn Justinian, von 820 seinen Enkel Agnellus mit dessen griechischer Gemahlin Romana nach Konstantinopel zur Huldigung ab“. Er glaubt, der Sturz des Dogensohnes Iohannes, der später floh und schließlich nach Konstantinopel verbannt wurde, mache klar, dass dieser Sturz von Byzanz seinen Ausgang nahm. Hingegen sei in der Gegenrichtung der ältere Bruder Iustinianus nicht nur mit dem Ehrentitel Hypathos ausgestattet worden, sondern sein Sohn, Agnellus’ Enkel, sei sogar zum Mitdogen erhoben worden. Zudem habe sich Iustinianus selbst als „Imperialis hypatus et humilis dux Venetiae“ bezeichnet. Entgegen einem byzantinischen Verbot suchten venezianische Händler 828 die ägyptischen Gewässer auf. Kretschmayr sieht in den Flotteneinsätzen in Süditalien und Sizilien geradezu eine „Heerespflicht“ Venedigs, allerdings sei diese ausdrücklich nicht für das Ostmittelmeer nachweisbar.
In seiner History of Venice betont John Julius Norwich 1977, dass im Jahr 810 die drei Dogenbrüder „played their last card“, indem sie Karls Sohn Pippin dazu aufforderten, die Lagunenstädte zu besetzen. Da er die drei Dogen als pro-fränkisch eingeordnet hatte, musste die gut belegte Gegenwehr durch die Venezianer darauf zurückzuführen sein, dass diese die drei Dogen als „traitors“, als ‚Verräter‘ betrachteten, ohne ihr Einverständnis handelten, und sie zu stürzen bereit waren. Für Norwich wurde Pippin „defeated by a united people“, dem es zum ersten Mal gelang, seine Freiheit zu verteidigen, auch wenn „it has been fashionable in recent years, to accuse the Venetians of having exaggerated the importance of their victory“ (S. 22). Nach Norwich siegten die Venezianer unter der Führung von „Agnello Partecipazio“. Die Venezianer wählten Agnello an Stelle der drei Verräter zum Dogen (S. 23). Dessen Wohnhaus am Campiello della Cason (bei San Canzian) auf Rialto, das keiner der kämpfenden Parteien der Vergangenheit angehört hatte, wäre demnach gewissermaßen der erste Dogenpalast an einem endlich neutralen Ort gewesen. Nach Norwich erschien einen oder zwei Monate nach Pippins Niederlage ein byzantinischer Legat in Venedig, der sich auf dem Weg zum Hof Karls des Großen befand. „Subconsciously“, also ‚unterbewusst‘, sei den Byzantinern wohl klar geworden, dass ein einziger Kaiser für das „emerging Europe“ nicht mehr genügte. Der ‚alte und müde‘ Karl ließ sich seinerseits 811 zu einem Friedensschluss herab, den er drei Jahrzehnte zuvor wohl abgelehnt hätte, wie Norwich spekuliert. Der neue Doge beauftragte Nicolo Ardisonio, die Lidi als Schutz gegen die Adria zu befestigen. Lorenzo Alimpato sollte neue Kanäle graben lassen, sich um die Befestigung der Inseln kümmern. Für die Gebäude hingegen machte Agnello seinen nahen Verwandten Pietro Tradonico verantwortlich. Der Doge sorgte dafür, dass dort, wo der heutige Dogenpalast stand, sein Vorgängergebäude errichtet wurde. Norwich nennt ihn den „first architect of modern Venice“ (S. 28). Doch Agnello, „by far the most enlighted ruler that Venice had yet produced“, erlag schließlich der Versuchung, sein Amt erblich zu machen – mit den bekannten Folgen.

### Erzählende Quellen
- La cronaca veneziana del diacono Giovanni, in: Giovanni Monticolo (Hrsg.): Cronache veneziane antichissime (= Fonti per la storia d’Italia [Medio Evo], IX), Rom 1890, S. 59–171, hier: S. 106, 109 (Digitalisat).
- Luigi Andrea Berto (Hrsg.): Giovanni Diacono, Istoria Veneticorum (= Fonti per la Storia dell’Italia medievale. Storici italiani dal Cinquecento al Millecinquecento ad uso delle scuole, 2), Zanichelli, Bologna 1999 (auf Berto basierende Textedition im Archivio della Latinità Italiana del Medioevo (ALIM) der Universität Siena).
- Roberto Cessi (Hrsg.): Origo civitatum Italiae seu Venetiarum (Chron. Altinate et Chron. Gradense), Rom 1933, S. 29, 117, 129.
- Roberto Cessi, Fanny Bennato (Hrsg.): Venetiarum historia vulgo Petro Iustiniano Iustiniani filio adiudicata, Venedig 1964, S. 1, 32–37.
- Ester Pastorello (Hrsg.): Andrea Dandolo, Chronica per extensum descripta aa. 460–1280 d.C., (= Rerum Italicarum Scriptores XII,1), Nicola Zanichelli, Bologna 1938, S. 139–146. (Digitalisat, S. 138 f.)
- Alberto Limentani (Hrsg.): Martin da Canal, Les estoires de Venise, Olschki, Florenz 1972, S. 16 f. (Text, hrsg. v. Francesca Gambino im Repertorio Informatizzato Antica Letteratura Franco-Italiana).
- Șerban V. Marin (Hrsg.): Gian Giacomo Caroldo. Istorii Veneţiene, Bd. I: De la originile Cetăţii la moartea dogelui Giacopo Tiepolo (1249), Arhivele Naţionale ale României, Bukarest 2008, S. 54–56 (vgl. Historie venete dal principio della città fino all’anno 1382).

### Rechtsetzende Quellen
- Roberto Cessi (Hrsg.): Documenti relativi alla storia di Venezia anteriori al Mille, Padua 1942, Bd. I, n. 44, darin S. 71 (Digitalisat), 72 und 74, n. 53 (Testament des Dogen), S. 93–99, darin S. 96 f. („domnus Agnelus dux“, S. 96 und „Felicitas uxor mea“, S. 97) (Digitalisat), Bd. II, S. 197.
- Luigi Lanfranchi, Bianca Strina (Hrsg.): Ss. Ilario e Benedetto e S. Gregorio, Venedig 1965, S. 8, 10, 21 f.